# 撫養港
撫養港（むやこう）は、徳島県鳴門市にある地方港湾。港湾管理者は徳島県。港則法の適用港である。統計法に基づく港湾調査規則では乙種港湾に分類されている。

## 概要
徳島県の北東部に位置する港湾で、小鳴門海峡の南半（四国本島 - 大毛島・高島間）に面している。小鳴門海峡へ注ぐ撫養川の文明橋より下流水面も港湾区域となる。
古くは奈良時代に編纂された風土記に「牟夜戸（むやのと）」として記述があり、当時は阿波国・讃岐国・伊予国・土佐国へ通じる四国の玄関口であった。中世では阿波水軍の本拠地として、吉野川の水運で運ばれた物資の積出港として栄えた。江戸時代には塩田開発も進められ、塩田で産出される塩のほか、吉野川流域で産出される木材、藍、煙草などが当港から積み出され、阿波国随一の商業港として発展した。
2015年度の発着数は252隻（54,713総トン）である。

## 航路
1991年に大阪・神戸との間に高速船が就航したが、明石海峡大橋の開通により、1997年に廃止された。